# Итальянец (фильм, 2010)
«Италья́нец» (фр. L'Italien) — французская комедия 2010 года режиссёра Оливье Барру. Одна из совместных работ Барру и Када Мерада.

## Сюжет
Мурад Бен Сауд — араб, однако для того чтобы получить работу продавца в компании Мазерати и снять квартиру, он всем представляется итальянцем Дино Фабрицци. Он работает в Ницце, претендует на место своего шефа и встречается с француженкой по имени Элен. Родители Мурада живут в Марселе и считают, что он работает в Риме. Каждый раз, приезжая к родителям, Мурад притворяется, что прилетел из Италии. 
Однажды во время семейного ужина у отца Мурада случается удар. В больнице он берёт с сына обещание соблюдать пост во время месяца Рамадан. Мурад, обладающий скудными познаниями об исламских традициях, обращается за помощью к имаму, после чего начинает поститься и молиться. Так как коллеги и друзья считают Мурада итальянцем, они находят его поведение странным. В итоге его шеф и девушка выясняют правду, и Мурад уходит с работы. Когда он возвращается в Марсель, его арестовывают и, так как Мурад не хочет рассказывать родителям о своём обмане, он притворяется нелегальным эмигрантом, в результате чего его депортируют в Алжир. Родители спасают Мурада, он воссоединяется с семьёй, признаётся во всём и делает предложение Элен.   

## Актёры
| Актёр           | Роль                                 |
| --------------- | ------------------------------------ |
| Кад Мерад       | араб Мурад Бен Сауд главный герой    |
| Валери Бенгиги  | француженка Элен возлюбленная Мурада |
| Ролан Жиро      | Шарль Лемонье                        |
| Филипп Лефевр   | Сирил Ландрен                        |
| Гийом Гальен    | Жак друг Мурада                      |
| Сид Ахмед Агуми | Мухамед Бен Сауд отец Мурада         |
| Фарида Ушани    | Рашида Бен Сауд мать Мурада          |

## Отзывы и критика
По мнению Мишеля Бори фильм получился лёгкой комедией на серьёзную тему. И хотя, по его мнению, концепция фильма достаточно интересна, она недостаточно развита, произведение является слишком простым, с упрощёнными виденьем социальной ситуации. Несмотря на комедийную составляющую, фильм вызвал несколько публикаций о реалистичности описанной ситуации. Многие эмигранты во Франции и других странах Европы, для того чтобы найти работу, вынуждены менять свои имена на европейские.